# ベトナムから遠く離れて
『ベトナムから遠く離れて』（ベトナムからとおくはなれて、仏語: Loin du Vietnam）は、映画監督のクリス・マルケル製作による、1967年製作のフランスのドキュメンタリー映画である。参加監督はオランダの映画監督ヨリス・イヴェンス、フランスのアラン・レネ、アニエス・ヴァルダ、クロード・ルルーシュ、ジャン＝リュック・ゴダール、アメリカのウィリアム・クライン。

## 略歴・概要

### 概要
1965年2月にアメリカによる北ベトナムへの空爆、いわゆる「北爆」の開始、それに対する同年3月26日のアリス・ハーズ、11月2日のノーマン・モリソンらによる米国内での抗議の焼身自殺や、わきあがる反戦運動を背景に、クリス・マルケルが、1966年、ジャン＝リュック・ゴダール、ヨリス・イヴェンス、アラン・レネ、クロード・ルルーシュ、アニエス・ヴァルダ、ウィリアム・クラインに呼びかけて、南ベトナム民族解放戦線への連帯を表明する映画を企画し、1967年春までの現在進行形の状況を織り込んだオムニバス映画となった。それが本作『ベトナムから遠く離れて』、クリス・マルケルの製作会社「SLON（Société de Lancement des Œuvres Nouvelles）」の設立第一作である。
準備を始めるや、協力者は多く、小説家のジャック・ステルンベール、『ホー・チ・ミン』を書いたジャーナリストジャン・ラクチュール、米軍従軍記者ミシェル・レイ、人類学者で映画監督のジャン・ルーシュと社会学者エドガール・モランの共同監督作『ある夏の記録』に主演したイヴェンスの妻マルセリーヌ・ロリダン＝イヴェンス、フランスにおけるチェ・ゲバラの著作の翻訳者であるフランソワ・マスペロらが、この映画に豊かなスクリプト（テクスト）を与えた。
撮影監督も同様、『ポリー・マグーお前は誰だ』（1966年）を撮ったばかりのジャン・ボフティがひきつづきクライン部分を担当、ジャック・ドゥミ監督の『ロシュフォールの恋人たち』（1966年）を撮ったばかりのギスラン・クロケ、ゴダール監督の『男性・女性』のウィリー・クラント、ジャック・リヴェット監督の『修道女』（1966年）を撮ったアラン・ルヴァン、マルケル監督の『美しき五月』（1963年）を撮ったドニ・クレルヴァルらが参加する。
編集もレネ監督の『戦争は終った』（1966年）の編集を終えたエリック・プリュー、マルケル監督の『ラ・ジュテ』（1963年）やルーシュ＝モランの『ある夏の記録』のジャン・ラヴェル、イヴェンス監督の『北緯17度 ベトナム戦争実録』（1967年）のラニャール、ロベール・アンリコ監督の『冒険者たち』（1967年）のジャクリーヌ・メピエル、映画プロデューサーラウール・レヴィの監督作『ザ・スパイ』（1966年）を編集したアルベール・ジュルジャンソンは、今回編集を経験したコレット・ルルーとともにレネの次回作『ジュテーム、ジュテーム』（1967年）の編集を行うことになる。
そのほか、助監督には、ドゥミ監督の『ロシュフォールの恋人たち』からアラン・フランシェ、彼は翌1968年、ウィリアム・クライン監督の『ミスター・フリーダム』にも助監督につくだろう。『老人と子供』（1967年）でクロード・ベリ監督の助監督についたピエール・グルンステイン、彼は1970年からはベリの製作会社レン・プロデュクシオン（Renn Productions、現在のパテ＝レン・プロデュクシオン）に入社し、プロデューサーの道を歩み、ベリ作品のほか、ジャック・ドワイヨン監督の『小さな赤いビー玉』（1975年）、ロマン・ポランスキー監督の『テス』（1979年）を手がけて行く。シャルル・L・ビッチは『ロゴパグ』（1963年）以来、ゴダールの助監督をやってきて、この直後にも『中国女』の助監督をつとめている。
既存のニュースフィルムを除いて、ベトナム以外の各地で撮影された本作は、1967年夏に完成、西ドイツで公開したほか、ニューヨーク、ロンドンで上映され、多大な反響を得た。

### マルケルとゴダール
その後も、クリス・マルケルの動きは止まらず、同1967年、フランスのドゥー県ブザンソンの企業ロディアセタ社の大ストライキに際し、マルケルはゴダールとドキュメンタリー作家ブリュノ・ミュエルらともに「メドヴドキン集団」（Les groupes Medvedkine、1967年 - 1973年）を組織、労働者の声と姿をいくつものドキュメンタリー映画に記録した。
1967年、36歳のゴダールもまったく止まらない。1966年に撮影した3本、つまり『メイド・イン・USA』が1月27日、『彼女について私が知っている二、三の事柄』が3月17日、翌月の4月21日にはアンナ・カリーナ最後の主演作『未来展望』を含むオムニバス『愛すべき女・女たち』が矢継ぎ早に公開され、そのころには『中国女』の撮影が行われていた。7月22日には『中国女』に主演した20歳のアンヌ・ヴィアゼムスキーと結婚、8月30日同作の公開と時期を同じくして「商業映画との決別宣言」を発表した。『ウイークエンド』を夏に撮影、秋にはジュリエット・ベルト、ジャン＝ピエール・レオと『たのしい知識』を撮影（公開は1969年）、『ウイークエンド』が12月29日に公開された。
翌1968年2月、パリのシネマテーク・フランセーズ館長アンリ・ラングロワが更迭され、それに抗議して、「シネマテーク擁護委員会」を結成。マルケルとゴダール、レネ、イヴェンスといった『ベトナムから遠く離れて』の面々のほか、ジョルジュ・フランジュ、ピエール・カストといったラングロワの側近はもちろん、アレクサンドル・アストリュック、ジャック・ドニオル＝ヴァルクローズ、エリック・ロメール、フランソワ・トリュフォー、ジャック・リヴェット、クロード・シャブロル、クロード・ベリ、ジャン・ルーシュ、ジャン・ユスターシュら「カイエ」派、ヌーヴェルヴァーグの作家たち、ジャン＝ピエール・レオ、クロード・ジャドら俳優、アベル・ガンス、ロベール・ブレッソン、アンドレ・カイヤット、フランソワーズ・ロゼー、ジャン・マレーら映画界の重鎮をも巻き込み、大々的なデモを打った。4月にはこの闘争は勝利を得る。
つづく5月19日、5月10日から開催されている第21回カンヌ国際映画祭の行われている宮殿に、ゴダール、ルルーシュ、トリュフォー、ベリ、レオ、ジャン＝ガブリエル・アルビコッコ、ロマン・ポランスキー、審査を放棄した審査員ルイ・マルらが乗り込み、上映と審査の中止を求め、映画祭を粉砕した。5月21日には、パリで労働者と学生によるゼネストが起き、いわゆる「五月革命」へと発展してゆく。ゴダールはパリを離れ、D・A・ペネベイカーらとバークレーやニューヨークで『ワン・アメリカン・ムービー』を撮り、ロンドンでローリング・ストーンズと『ワン・プラス・ワン』を撮った。
クリス・マルケル、アラン・レネらと匿名で数分、20数本のアジテーションのための短編映画シリーズ『シネトラクト』を撮ったゴダールは、前年の1967年に出逢い、『中国女』や『たのしい知識』の構想に多大な影響を与えたマオイストでシネフィルのジャン＝ピエール・ゴランらと映画製作グループ「ジガ・ヴェルトフ集団」を結成してゆく。

## 構成

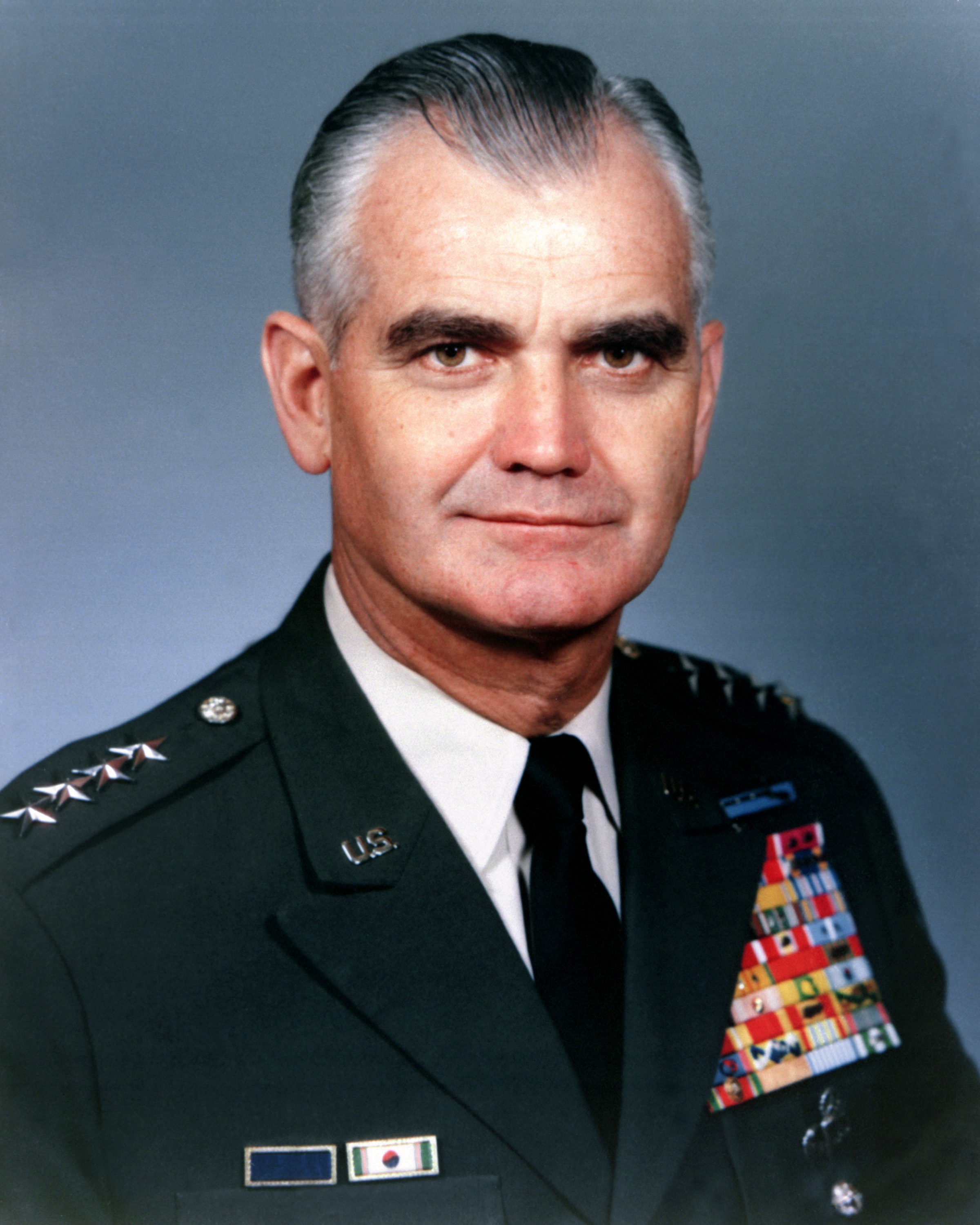
ウィリアム・ウェストモーランド

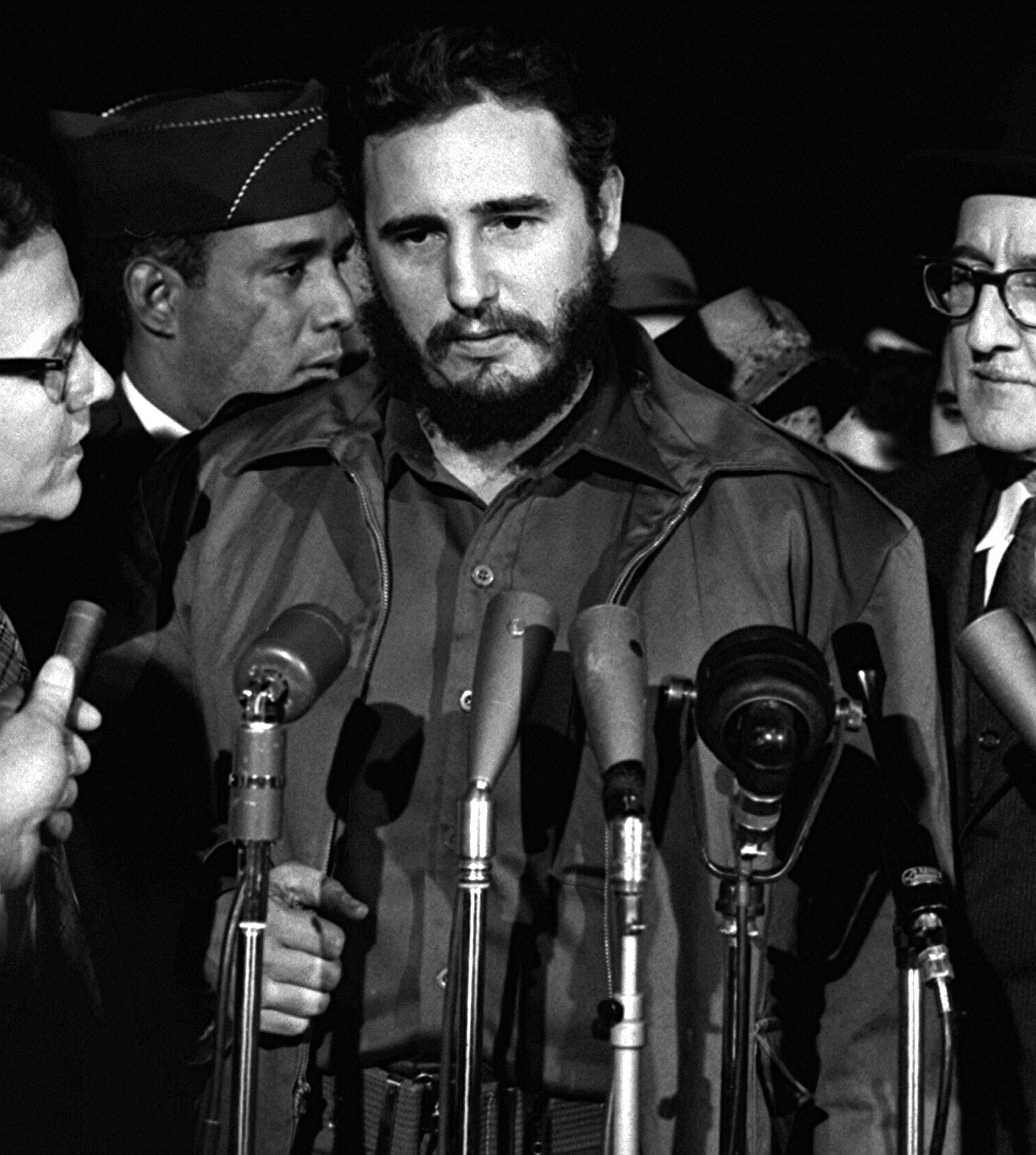
フィデル・カストロ

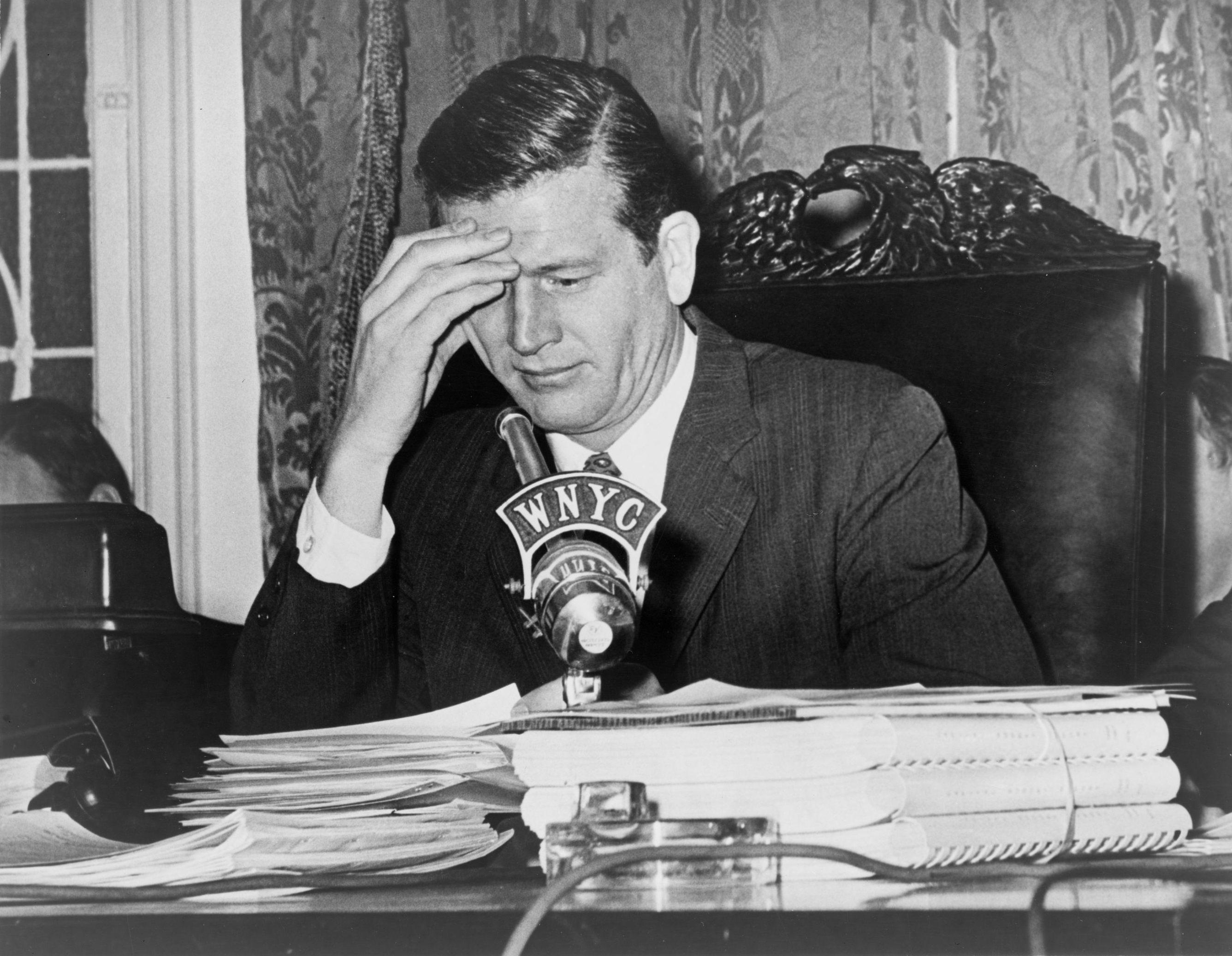
ジョン・リンゼイ

エピローグと11章、そしてプロローグで構成されている。
- エピローグ
- 第一章「ハノイ爆撃」 1. Bomb Hanoï !

富める者の戦争と貧しい者の戦争、一方的な空襲。
- 第二章「パレードはパレード」 2. A parade is a parade !

ヴェトナム戦争に反対する者、賛成する者の3つのデモ。
- 第三章「ジョンソンの泣きベソ」 3. Johnson pleure

ヴェトナムでのアメリカ敗北の芝居。米大統領リンドン・ジョンソンに扮した少女が泣く芝居。
- 第四章「クロード・リデール」 4. Claude Ridder

想像上のテレビでレポーター「クロード・リデール」（ベルナール・フレッソン）が不信の時代を語る。
- 第五章「フラッシュ・バック」 5. Flash Back

インドシナ戦争から今日までの回想。
- 第六章「カメラの眼」 6. Camera eye - ジャン＝リュック・ゴダール監督『カメラ・アイ』

ミッチェル撮影機を覗くゴダールのモノローグ。
- 第七章「ビクター・チャーリー」 7. Victor Charlie

歌うトム・パクストンと、従軍記者ミシェル・レイの捕虜体験の回想。
- 第八章「なぜ我らは戦うのか？」 8. Why we Fight

ウィリアム・ウェストモーランド将軍の語るアメリカ合衆国の正式見解。
- 第九章「キューバのカストロ」 9. Fidel Castro

ゲリラ戦のメカニズムについてのカストロ自身の解説。
- 第十章「アンとユエン」 10. Ann Uyen

1965年11月2日、ペンタゴン前で焼身自殺したノーマン・モリソンの妻アンの回想と、彼の死の重要性についてのパリのヴェトナム人ユエンの指摘。
- 第十一章「めまい」 11. Vertigo

1967年4月15日のアメリカ史上最大のデモ。ヴェトナム戦争によって起きる錯乱。
- プロローグ

## スタッフ
- 監督 : アラン・レネ、ウィリアム・クライン、ヨリス・イヴェンス、アニエス・ヴァルダ、クロード・ルルーシュ、ジャン＝リュック・ゴダール
- 脚本 : クリス・マルケル、ジャン＝リュック・ゴダール、ジャック・ステルンベール、ジャン・ラクチュール、ミシェル・レイ、マルセリーヌ・ロリダン＝イヴェンス、フランソワ・マスペロ、クリスチャン・クインソン
- 撮影 : ジャン・ボフティ、ドニ・クレルヴァル、ギスラン・クロケ、ウィリー・クラント、アラン・ルヴァン、キュー・タム、ベルナール・ジツェルマン
- 音楽 : ミシェル・ファーノ、ミシェル・キャプドナ、ジョルジュ・アペルギス
- 録音 : アントワーヌ・ボンファンティ
- 編集 : クリス・マルケル、エリック・プリュー、ラニャール、ジャン・ラヴェル、ジャクリーヌ・メピエル、アルベール・ジュルジャンソン、コレット・ルルー
- タイトル : クリスチャン・クインソン
- 助監督 : ディディエ・ボード、アラン・フランシェ、ピエール・グルンステイン、シャルル・L・ビッチ
- プロデューサー : クリス・マルケル
- 製作会社 : ソシエテ・プール・ル・ランスマン・デ・ズーヴル・ヌーヴェル（SLON、パリ）

## キャスト
- ベルナール・フレッソン　（クロード・リデール役）
- トム・パクストン　（Tom Paxton、本人、フォークシンガー）
- ジャン＝リュック・ゴダール　（本人）
- ウィリアム・ウェストモーランド　（本人、アメリカ軍人）
- フィデル・カストロ　（本人、キューバ国家元首）
- ホー・チ・ミン　（本人、ベトナム労働党主席）
- ジョン・リンゼイ　（本人）
- ミシェル・レイ　（本人、元米軍従軍記者）
- アン・モリソン　（本人、ノーマン・モリソンの妻）
- ユエン　（本人、在仏ヴェトナム人女性）
- フランシス・スピールマン　（本人、アメリカ軍人）
- ヴァレリー・マイユー
- モーリス・ガレル
- アンヌ・ベレック
- カレン・ブランゲルノン
- マリ＝フランス・ミニャル

## 関連事項
- ジャン＝リュック・ゴダール出演作品一覧
- 第21回カンヌ国際映画祭#カンヌ国際映画祭粉砕事件
- ジェーンへの手紙
- ノーマン・モリソン （Norman Morrison）
- ミッチェル撮影機 （Mitchell Camera）